# Володашна
Володашна, также Вязовый овраг — исчезнувший хутор Александровской волости Царицынского уезда Саратовской губернии. на территории современного Фроловского района Волгоградской области России.
Располагался у Вязового оврага (Вязовый буерак, он же буерак Вязовый, ныне балка Вязовая), который впадал в реку Ширяй. На хуторе был пруд и колодец. 
Расстояние: до слободы Александровки — 14 километров, деревни Трудовки — 4 км, села Солодчи — 10 км, деревни Стефанидовки — 6 км, хуторов Области Войска Донского Писарева — 6 км и Плетнёва — 7 км, города Царицына — 131 км и города Саратова — 298 км. До ближайшей железнодорожной станции — Лог — 18 км, до ближайщей пристани на Волге — Дубовки — 77 км. 
Основан в 1892 году и принадлежал землевладельцу мещанину В. И. Водолагину, который имел на хуторе 215 гектар земли. 
Население хутора состояло из 6 человек.
Хутор состоял из 1 двора, с деревянными строениями, крытыми соломой и тёсом. 